# KV8
KV8 (z anglického King’s Valley 8) je staroegyptská královská hrobka nacházející se v malém postranním údolí v Údolí králů. Hrobka patřila faraonu 19. dynastie Merenptahovi, synovi Ramesse II. a jeho královské manželky Esetnofret.
Hrobka byla vykopána v roce 1903 anglickým archeologem Howardem Carterem. Z původní pohřební výbavy toho nebylo v hrobce nalezeno mnoho, avšak byla zajímavá z architektonického hlediska. Hrobka vykazuje výrazný vývoj oproti hrobkám dřívějších vládců 19. dynastie, které byly složité a obsahovaly mnoho postranních místností. Tato hrobka se svým přímočarým stylem přibližovala spíše hrobkám z dynastie dvacáté, což naznačuje i zvětšení výšky chodeb a přilehlých síní. Samotný půdorys je jednoduchý a přímý. Chodba vedoucí do pohřební komory je dlouhá 160 m a prochází přes pohřební šachtu, kapli se dvěma pilíři, kde se nachází víko vnějšího sarkofágu. Odtud pak chodba míří přes předsíň do pohřební komory. Zde se nachází víko z králova vnitřního sarkofágu, jež je vyrobeno z růžové žuly. Chodby jsou bohaté na výzdobu a na jejich zdech je zobrazeno mnoho výjevů a textů z Knihy bran a knihy Amduat. V samotné pohřební komoře se nacházejí texty z Knihy mrtvých.
První část Merenptahovy hrobky připomíná svojí architekturou a výzdobou impozantní hrobku jeho otce Ramesse II. Naopak druhá část se od ní podstatně liší a je velmi zjednodušena. Podobný styl je k vidění i ve výzdobě hrobky, kdy na začátku jsou velmi propracované reliéfy, avšak v druhé části se spíše využívalo rychlejších postupů. Důvodem může být fakt, že se Merenptah dostal na trůn již v pokročilém věku, kdy mu bylo mezi šedesáti a sedmdesáti lety, a potřeboval urychleně svoji hrobku dokončit.